# Южный Гытгыпильгын
Южный Гытгыпильгын (Южный Гытгынпильхин) — горное озеро в Иультинском районе Чукотского автономного округа России. Площадь зеркала — 7,16 км², водосборная площадь 385 км². Расположено в центральной части Пегтымельского хребта Чукотского нагорья на высоте 489 н.у.м.
Название в переводе с чукот. — «озеро-горловина».
Водоём сильно вытянут в меридиональном направлении. Через озеро протекает река Южный Пильхин, которая впадает в Пегтымель.
По данным государственного водного реестра России относится к Анадыро-Колымскому бассейновому округу.